# Фроловский (Ростовская область)
Фроло́вский — хутор в Шолоховском районе Ростовской области.
Входит в состав Базковского сельского поселения.

## География
Хутор находится на расстоянии 17 км к юго-западу от станицы Вёшенская, административного центра района

## Население
| 2010 |
| ---- |
| 38   |

## Улицы
На хуторе имеется одна улица — Степная.